# Aproximació de Spouge
En matemàtiques, l'aproximació de Spouge és una fórmula per a la funció gamma expressada per John L. Spouge el 1994. És una modificació de l'aproximació de Stirling, i té la forma
{\displaystyle \Gamma (z+1)=(z+a)^{z+1/2}e^{-(z+a)}\left[c_{0}+\sum _{k=1}^{a-1}{\frac {c_{k}}{z+k}}+\varepsilon _{a}(z)\right]}
on {\displaystyle a} és un nombre enter positiu arbitrari i els coeficients venen donats per
{\displaystyle c_{0}={\sqrt {2\pi }}\,}
{\displaystyle c_{k}={\frac {(-1)^{k-1}}{(k-1)!}}(-k+a)^{k-1/2}e^{-k+a}\quad k\in \{1,2,\dots ,a-1\}.}
Spouge va demostrar que, si {\displaystyle Re(z)>0} i {\displaystyle a>2}, l'error relatiu quan descartem εa (z) está delimitat per
{\displaystyle \,a^{-1/2}(2\pi )^{-(a+1/2)}.}
La fórmula és similar a l'aproximació de Lanczos, però té algunes característiques diferents. Pel que fa a la fórmula de Lanczos exhibeix una convergència més ràpida, els coeficients són molt més fàcils de calcular i l'error es arbitràriament baix. La fórmula és, per tant, factible per avaluar la funció gamma amb precisió arbitrària. No obstant això, s'ha de tenir especial atenció per utilitzar la suficient precisió al calcular la suma causa de la gran grandària dels coeficients CK, així com el seu signe alternant. Per exemple, per a {\displaystyle a=49}, s'ha de calcular la suma utilitzant aproximadament 65 dígits decimals de precisió per tal d'obtenir els promesos 40 dígits decimals de precisió.